# Alan Moore
Alan Moore (Northampton, 18 novembre 1953) è un fumettista e scrittore britannico.
Riconosciuto autore di capolavori dei fumetti come V for Vendetta, Watchmen, Swamp Thing, From Hell, La Lega degli Straordinari Gentlemen e Batman: The Killing Joke, oltreché musicista e autore di romanzi.

## Biografia

### Gli esordi
Nato a Northampton, in Gran Bretagna, il 18 novembre 1953 da Ernest e Sylvia, entrambi operai, cresce insieme al fratello più giovane Mike e alla nonna. Si appassiona ai fumetti leggendo alcune serie umoristiche inglesi come Topper e Beezer e poi scopre il fumetto americano di genere supereroico quando nel 1961 inizia a leggere le storie della cosiddetta Silver Age come Superman e poi i Fantastici Quattro. Si iscrive alla Northampton Grammar School frequentandola saltuariamente; si avvicina alle prime fiere del fumetto come appassionato iniziando a corrispondere con Phil Clarke, organizzatore di convention, e con Steve Moore, curatore della testata Fantastic, che conosce dopo poco. In questo periodo incomincia a collaborare con diverse fanzine e, nel 1969, sulla rivista Cyclops appare la sua prima illustrazione, una pubblicità per la libreria Dark They Were and Golden Eyed.
Viene espulso da scuola a 17 anni per avere spacciato LSD ed è così costretto a lavorare svolgendo le attività più disparate, dal tosatore di pecore al portiere, dall'addetto alle pulizie al magazziniere, ma nel frattempo inizia a collaborare con il Northampton Arts Lab e contribuisce alla pubblicazione delle riviste Embryo e Rovel, quindi prova a scrivere le sue prime canzoni. Nel 1974 sposa Phyllis con la quale va a vivere di fronte al North Gate, continuando a lavorare per la Kelly Bros Pipe Company, anche se nel suo tempo libero si diletta sempre a disegnare e a scrivere. Da Phyllis ha due figlie: Leah, nata nel 1978, e più tardi Amber. Cercando di crearsi una carriera come autore di fumetti lascia il suo lavoro e invia delle prove a vari editori del settore riuscendo a pubblicare non retribuito alcune delle sue strisce come Anon E.Mpuse, pubblicata su Anon, giornale di Northampton, St. Pancras Panda, su Back Street Bugle, rivista di Oxford, Three Eyes McGurk and his Death Planet Commandos - in collaborazione con l'amico Steve Moore - pubblicato da Dark Star Magazine e che risulta anche la sua prima apparizione americana grazie a Rip Off Comix.
Il primo lavoro retribuito è un'illustrazione per NME, ma la nascita della prima figlia lo convince a realizzare qualcosa di meno saltuario delle semplici illustrazioni e invia a Sounds, un settimanale musicale, due episodi della striscia Roscoe Moscow con lo pseudonimo Curt Vile; la rivista accetta la pubblicazione chiedendo a Moore di realizzarla in maniera periodica per 35 sterline alla settimana; sempre su Sounds, questa volta con Steve Moore, realizzò The Stars My Degradation, realizzando un totale di 200 strisce. Vendette poi al Northampton Post, quotidiano locale, la striscia umoristica Maxwell tha Magic Cat, realizzata per oltre sette anni con lo pseudonimo di Jill Deray. A causa della lentezza nella realizzazione dei disegni, decide di dedicarsi esclusivamente alla scrittura collaborando anche come critico musicale per varie riviste per poi concentrarsi solo sui fumetti. Grazie a Steve Moore che stava lavorando già da un po' di tempo per la Marvel UK, iniziò a realizzare storie per i settimanali Star Wars e Dr. Who; contemporaneamente iniziò la collaborazione con la rivista underground 2000 AD per la quale realizzò episodi di Tharg's Future Shocks e Ro-Jaws' Robo Tales e creò il personaggio di Abelard Snazz. Grazie a questa sua collaborazione, iniziò anche a realizzare varie storie per altre riviste della IPC, l'editore di 2000 AD.

### Anni ottanta
Nel 1982 conobbe Dez Skinn, curatore editoriale di fumetti che stava per lanciare una nuova rivista, Warrior, per la quale quindi realizzò The Bojeffries Saga, disegnata da Steve Parkhouse, ma soprattutto Marvelman e V for Vendetta; Marvelman era la riproposizione di un personaggio dei fumetti inglesi degli anni cinquanta, creato originariamente per riempire il vuoto lasciato dalle ristampe di Capitan Marvel, interrotte all'improvviso dalla DC Comics a causa di alcuni problemi legali; Moore, nella sua versione, rese la serie - inizialmente di carattere ingenuo - più oscura e matura iniziando quello che oggi è noto come revisionismo supereroico e che ha portato a trasposizioni di supereroi classici in storie più cupe e realistiche; proprio quest'atmosfera più adulta caratterizza la serie proposta da Moore, in cui il protagonista ora adulto ridiventa Marvelman. Nelle tre serie di Marvelman da lui scritte, ipotizzando un mondo abitato da veri supereroi, anticipò temi che riprese qualche anno più tardi con Watchmen. Nell'ottavo albo di Hellspawn, della serie di Spawn, comparve il personaggio protagonista di Marvelman; in seguito ci fu una disputa legale sui diritti di pubblicazione del personaggio che vide coinvolti Neil Gaiman, invitato da Moore a continuare il fumetto a partire dalla quarta serie, e Todd McFarlane, il quale asserì di averli regolarmente acquistati insieme al catalogo della Eclipse Comics, casa editrice americana che deteneva i diritti del personaggio prima del fallimento.
Dal 1982 al 1985 venne edita la serie di V for Vendetta, ambientata in una distopica Gran Bretagna, racconta le avventure di un terrorista anarchico che si oppone al governo inglese e da cui nel 2005 venne tratto un film dal quale poi Moore si dissociò chiedendo anche la rimozione del suo nome dai titoli di coda. Nel frattempo inizia la sua collaborazione con la Marvel UK, lavorando alla serie di Capitan Bretagna. Successivamente per 2000 AD realizza la serie fantascientifica regolare Skizz e ispirata alle voci promozionali che precedettero l'uscita del film E.T. l'extra-terrestre. Sempre con Davis, crea la serie fantascientifica D.R. & Quinch pubblicata sempre su 2000 AD, per una dozzina di numeri; segue la serie The Ballad of Halo Jones ambientata in un futuro in cui tutti sono vegetariani, prodotta per 37 episodi e ispirò molte canzoni degli Shriekback e dei Transvision Vamp.
Nel 1982 e nel 1983, poi, vince per due volte l'Eagle Award come miglior scrittore.

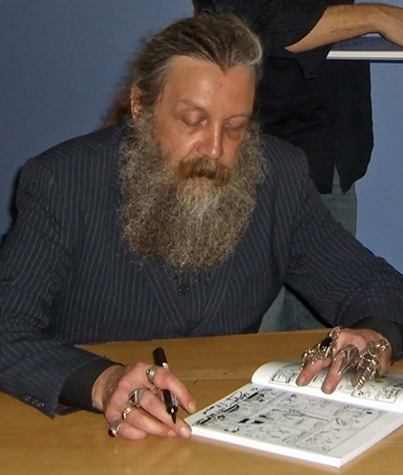
Alan Moore.

Len Wein, creatore di Swamp Thing gli propone di collaborare alla scrittura della serie portando Moore a collaborare con la DC Comics. Nella gestione della saga viene affiancato dai disegnatori Steve Bissette e John Totleben.
(Moore, in una lettera del maggio 1983 con cui si presenta a Bissette e Totleben.)
In questa prima lettera, Moore espose il suo metodo di lavoro e le sue speranze per la serie, e soprattutto il modo in cui avrebbe deciso di rinnovarla. Senza alcun dubbio è proprio sulle pagine di Saga of the Swamp Thing che iniziò il rinnovamento del fumetto moderno. Secondo Moore il rinnovamento della saga passava innanzitutto eliminando alcune ingenuità del fumetto che fino ad allora erano state utilizzate troppo spesso, come ad esempio il punto esclamativo a fine frase, e quindi portare il processo creativo a un nuovo e più importante livello: era necessario che la collaborazione fosse a doppio senso, invitando quindi i due disegnatori a proporre correzioni alle sue idee, ma anche a proporne di nuove, il tutto all'interno di un metodo di lavoro consolidato da anni. Moore, infatti, era solito prima immaginare la vicenda, quindi suddividerla in scene e poi descrivere ogni singola vignetta dettagliatamente.
Nel periodo in cui iniziò a lavorare su Swamp Thing, Moore era stato costretto a lasciare il suo lavoro per Warrior a causa del fallimento della rivista e soprattutto a dover rinviare la conclusione di V for Vendetta. Contemporaneamente aveva smesso di scrivere per la Marvel a causa del trattamento, scorretto secondo Moore, che era stato riservato ai suoi amici Bernie Jaye e Steve Moore e per questioni legate al nome di Marvelman (che negli USA fu ribattezzato Miracleman). Per la DC pubblicò storie anche in altre serie come Tales of the Green Lantern Corps e Vigilante e quindi con Dave Gibbons prima e Curt Swan e George Pérez poi realizzò due storie per Superman (Per l'uomo che aveva tutto e Che cosa è successo all'Uomo del Domani?).
Dopo Swamp Thing proseguì la sua collaborazione con l'editore americano con la serie Watchmen; Moore colse l'occasione del rilancio dei personaggi della Charlton Comics, una casa editrice acquisita dalla DC Comics, per proporre una nuova interpretazione del supereroe in una serie di dodici puntate che vinse il premio Hugo, primo romanzo a fumetti a vincere un premio letterario. Il successo fu tale che i suoi simboli influenzarono la cultura popolare del tempo: su tutti lo smile che ebbe proprio in quel periodo una grande esplosione e i due autori arrivarono a una popolarità tale da essere invitati in trasmissioni televisive e si iniziò a parlare allora di una trasposizione cinematografica.

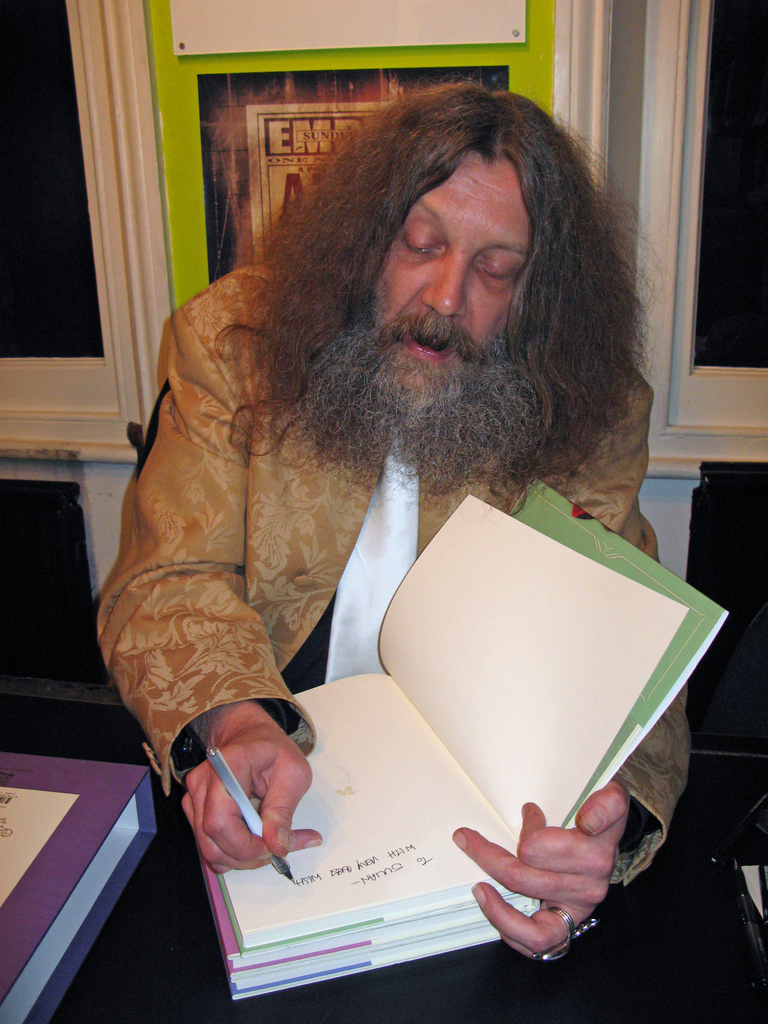
Alan Moore mentre firma autografi

Alcuni critici ritengono che Alan Moore sia stato influenzato nella scrittura di quest'opera dalla lettura del romanzo Super - L'ultimo eroe di Robert Mayer.
Prima di interrompere la collaborazione con la DC Comics, aveva iniziato a lavorare su altri progetti tra cui una serie su Martian Manhunter, una serie con protagonisti i Metal Men, una con i Challengers of the Unknown, una miniserie sul personaggio Bizzarro e un crossover che aveva definita come "l'ultima storia degli eroi DC" dal titolo provvisorio di Twilight of the Superheroes, ma il progetto non vide mai la luce per decisione dell'autore di con collaborare più con la DC Comics. Completato V for Vendetta, decise che non avrebbe più lavorato per la DC e né tantomeno per la Marvel perché la Eclipse Comics, che stava ristampando negli USA le sue storie di Marvelman, fu costretta a cambiare il nome del personaggio in Miracleman a causa di una minaccia di azione legale da parte della stessa Marvel. Di fatto, verso la fine degli anni ottanta, Moore si ritirò dal mondo del fumetto, anche se le sue opere vennero ristampate varie volte. Incominciò poi a collaborare con altri editori per i quali scrisse, Fashion Beast, l'adattamento de La Bella e la Bestia, ma mai realizzata e poi scrisse Shadowplay: The Secret Team per il volume Brought to Light del Christic Institute e realizza, per la Victor Gollancz, Un piccolo delitto, disegnata da Oscar Zarate. Nel 1989 Stephen Bissette gli propose di collaborare alla sua nuova rivista antologica a fumetti, Taboo, per il quale gli propose due progetti: Lost Girls, disegnato da Melinda Gebbie, che poi divenne sua compagna, e From Hell, sui delitti di Jack lo squartatore e dal quale sarà tratto un film nel 2001. Realizza anche, autoproducendolo, un progetto di critica nei confronti di una legge del governo Thatcher contro la promozione dell'omosessualità; a quel tempo Moore viveva una relazione a tre con la moglie Phyllis e Deborah Delano, amante di entrambi e fondò insieme a loro la Mad Love, una casa editrice indipendente con la quale pubblicò l'albo benefico AARGH! - Artists Against Rampant Governement Homophobia, al quale parteciparono moltissimi autori suoi amici e per il quale scrisse una storia in versi, Mirror of Love, che incassò 17000 £ che andarono in beneficenza all'Organisation for Lesbian and gay Action. A quel punto, sotto consiglio di Dave Sim, Moore propone, attraverso la Mad Love, un'altra opera complessa: Big Numbers, un ambizioso progetto sulla vita di quaranta personaggi diversi, tutti abitanti di Northampton ma ne vennero pubblicati solo due numeri e l'opera restò incompiuta a causa del fallimento della casa editrice. Il fallimento del progetto di Bissette e i successivi problemi con i nuovi editori allontanarono la conclusione di From Hell e Lost Girls.

### Anni novanta
A seguito del successo di Spawn edito dalla Image Comics, a Moore e ad altri autori venne richiesto di scrivere alcune storie del personaggio; la collaborazione con la Image continuò realizzando varie miniserie come 1963 e, per l'etichetta Wildstorm Comics scrisse alcune storie della serie regolare dei WildC.A.T.s e alcune miniserie e albi unici (tra cui il crossover Spawn - Wildcats), Deathblow: By Blows, il team-up Violator/Badrock e una storia con Mister Majestic. Per l'Extreme di Rob Liefeld, iniziò a scrivere le storie di Supreme rielaborando il personaggio creato da Liefeld e quando questi lasciò lo studio, Moore lo seguì iniziando a collaborare con la Maximum Press (poi diventata Awesome Comics), scrivendo il crossover Judgment Day che crea ex novo una nuova continuity e una sorta di "fittizia" Silver Age dell'universo di Liefeld. Il fallimento dell'azienda però interruppe il lavoro dello scrittore sul gruppo di supereroi Youngblood, che stava cercando di trasformare in una parodia della Justice League. Scrive anche un team-up per la Harris comics tra Vampirella e il Conte Dracula oltre che alcune storie brevi per alcune antologie di editori indipendenti.
Negli anni novanta Moore non si dedicò solo al fumetto. Il giorno del suo quarantesimo compleanno, infatti si autoproclama mago. Propone poi una serie di spettacoli teatrali come The Moon and Serpent Grand Egyptian Theatre of Marvels, rappresentata nel luglio del 1994 al Bridewell Theatre di Londra. Moore definisce ogni aspetto di questi spettacoli che lui intende come veri e propri riti magici. Vengono prodotti Sacco Amniotico - Uno sciamanesimo dell'infanzia (The Birth Caul), come reazione alla morte della madre, avvenuta nell'agosto del 1995, cui seguono The Highbury Working (1997), Snakes and Ladders (1999), Angel Passage (2001). Nel frattempo, nel 1996, propose il romanzo La voce del fuoco, un'opera complessa con la quale Moore provò a descrivere 6000 anni di storia della sua Northampton con il primo capitolo scritto interamente in un dialetto preistorico appositamente ideato da lui. Nonostante le ottime recensioni da parte della critica, non gli arrise il successo commerciale.

### Anni 2000
Il nuovo progetto fumettistico fu America's Best Comics; essendo vegetariano e non potendo realizzare riti e sacrifici con animali, decide di scrivere i fumetti un po' come se fossero degli incantesimi. Nasce così una linea di fumetti che inizialmente aveva pensato per la Awesome Comics di Liefeld, ma poi propose a Jim Lee che intanto aveva venduto la sua etichetta alla DC Comics in cambio di ampia libertà narrativa e soprattutto un ampio controllo sul suo universo fittizio. Per vincere le perplessità di Moore a tornare al lavoro per la DC, questa rassicurò che non solo che né il suo nome né il suo logo sarebbero comparsi sugli albi della linea di Moore, ma soprattutto che l'autore inglese avrebbe avuto ampia libertà narrativa nel presentare, ogni mese, i suoi personaggi. Inoltre, Alan Moore avrebbe avuto contatti solo con Scott Dunbier e Jim Lee, responsabili della WildStorm. Con tali rassicurazioni, nel 1999 prese via il progetto con personaggi come Tom Strong, e con serie come Top 10 su un gruppo di poliziotti con superpoteri e La Lega degli Straordinari Gentlemen che rivisita i grandi romanzi della letteratura vittoriana e dalla quale sarà tratto anche un film. A questi si aggiungono una serie di altri personaggi che compaiono negli antologici Tomorrow Stories e Tom Strong's Terrific Tales: Greyshirt, Cobweb, First American, Jack B. Quick, Splash Brannigan, Promethea o Jonni Future. Altri progetti per la ABC sono la miniserie personale di Greyshirt, Smax, The 49ers e Terra Obscura.
Successivamente ha deciso di lasciare anche la Wildstorm e di pubblicare così la terza parte della Lega degli Straordinari Gentlemen per la casa editrice indipendente Top-Shelf per la quale ha pubblicato anche un manuale di magia a fumetti, The Moon and Serpent Bumper Book of Magic.
Nel 2003, con la spagnola Styx Ediciones di Art Brooks, Moore inizia a lavorare al Magical Mistery Moore, che presenta gli adattamenti di alcune sue canzoni proposte dallo stesso Brooks insieme ad alcuni autori iberici, il tutto sotto la supervisione dello stesso Moore. L'opera è ancora incompiuta.
A ciò sono da aggiungersi un paio di volumi della Avatar, presentati dalla Magic Press, editore che sta ristampando il suo ciclo di Swamp Thing, che ha stampato un volume con l'adattamento di tre suoi testi e gli adattamenti a fumetti Neonomicon, Il cortile (The Courtyard) e Providence, ispirati al Ciclo di Cthulhu di Howard Phillips Lovecraft, del quale Moore è un grande estimatore.
Moore ha doppiato nel 2007 la versione animata di se stesso nel settimo episodio (Husbands and Knives) della diciannovesima stagione de I Simpson, serie della quale ha più volte dichiarato di essere fan.

## Vita privata
Nel 1973 Moore conosce Phyllis Dixon, con la quale si sposa. I due, sostenitori dell'amore libero, si separarono all'inizio degli anni novanta, quando Phyllis lo lasciò per la loro amante in comune, portando con sé le loro due figlie, Leah, che ha seguito le orme artistiche del padre, ed Amber. Il 12 maggio del 2007, Moore si è risposato con la fumettista Melinda Gebbie, con la quale ha realizzato diversi fumetti come Lost Girls - Ragazze perdute. È inoltre un convinto vegetariano.
Moore si è da sempre definito un anarchico. La sua filosofia politica è anche alla base del suo lavoro e, in un'intervista per il libro Mythmakers and Lawbreakers di Margaret Killjoy, ha così esplicato:
(Alan Moore)
Nel dicembre del 2011, in risposta alle dure critiche avanzate da Frank Miller nei confronti del movimento Occupy, Moore definì i suoi recenti lavori come misogini, omofobi e fuorviati, descrivendo gli attivisti di Occupy «persone comuni reclamanti diritti che sarebbero dovuti restare sempre loro». Oltre a Occupy, gli attivisti di Anonymous, di WikiLeaks, della rivoluzione del Nilo e dei vari movimenti no global hanno adottato in massa l'utilizzo della celebre maschera di Guy Fawkes indossata dal protagonista di V for Vendetta.
Durante le elezioni generali britanniche del 2017, Moore ha espresso un cauto supporto al candidato per il Partito Laburista Jeremy Corbyn, dichiarando altresì d'essersi astenuto dal votare, coerentemente al proprio ideale anarchico.

## Opere
Questa lista è suscettibile di variazioni e potrebbe essere incompleta o non aggiornata.

### Fumetti
- Star Wars - Made in UK (1981-1982)
- The Complete Skizz (1983-1995)
- Futuri incredibili (1980-1983)
- The Complete D.R. and Quinch (1983-1985)
- La ballata di Halo Jones (1984-1986)
- La saga dei Bojeffries (1983-1990)
- Capitan Bretagna (1982-1984)
- Marvelman/Miracleman (1982-1984)
- V for Vendetta (1982-1985, 1988-1989)
- Swamp Thing (1984-1987)
- Per l'uomo che aveva tutto (1985)
- Che cosa è successo all'Uomo del Domani? (1986)
- Watchmen (1986-1987)
- Batman: The Killing Joke (1988)
- From Hell (1989-1996)
- Lost Girls - Ragazze perdute (1991-1992, 2006)
- Spawn (1993-1995)
- 1963 (1993)
- Wildcats (1995-1997)
- Supreme (1996-1998)
- La Lega degli Straordinari Gentlemen (1999-2000)
- Top 10 (1999-2001)
- Promethea (1999-2005)
- Tom Strong (1999-2006)
- Tomorrow Stories (1999-2002)
- Terra Obscura (2003-2004)
- Funghi di Yuggoth e altre colture (2003)
- Neonomicon (2010)
- Fashion Beast (2012)
- Crossed: +100 (2014-2015)
- Providence (2015-2017)
- Cinema Purgatorio (2016-2019)

### Romanzi
- La voce del fuoco (Voice of the Fire, 1996)
- Jerusalem (2016)[26]

### Opere musicali e teatrali
Sul finire degli anni settanta insieme a Jamie Delano scrivono Another Suburban Romance, un'opera teatrale rappresentata nel 1976 a Northampton. La parte più importante dell'opera, non tanto all'interno dell'opera stessa, quanto per il suo successivo utilizzo, è il monologo Old Gangster Never Die; l'idea era quella di musicare il pezzo e per ciò venne contattato Alex Green degli Stanton Walgrave. Questo pezzo pose le fondamenta per la formazione degli Emperors of Ice Cream, che tra il 1977 ed il 1979 girò per i dintorni di Northampton realizzando una dozzina di canzoni, senza però arrivare ad un disco completo. Attraverso un annuncio su un giornale, il gruppo riuscì a contattare David J dei Bauhaus che però non accetto di collaborare; invece Moore collaborò coi Bauhaus per il disco Bauhaus Mask nel 1981, dove realizzò un saggio introduttivo con lo pseudonimo di Brilburne Logue, quindi con un pezzo parlato in Satori in Paris del 1982. Infine Moore, David J e Alex Green fondano i Sinister Ducks, che nel 1983 realizzò un 45 giri (March of Sinister Ducks e Old Gangsters Never Die); nel 1984 venne pubblicato l'LP di V for Vendetta, ideale colonna sonora dell'omonimo fumetto, curata dallo stesso Moore con David J e all'interno è presente un breve fumetto, ispirato ad una delle tracce contenute nell'album, This vicious cabaret.
Quando si auto proclamò mago, il nuovo percorso spirituale di Moore è l'unione di musica, parole e immagini creando dei veri e propri riti magici, cui il pubblico partecipa ed assiste come parte integrante. Il primo di questi fu The Moon and the Serpent Gran Egyptian Theatre of Marvels, rappresentato il 16 luglio 1994 durante il festival Disobey al Birdewell Theatre.
Nello stesso teatro, in quel periodo, si stava provando Birth Caul, che però viene rappresentata più tardi, anche se l'incisione venne pubblicata prima del Theatre of Marvels, in quanto nell'agosto del 1995 muore la madre Sylvia. Questo evento, in un certo senso, porta a una nuova rilettura del lavoro, rappresentato il 18 novembre 1995 alla Old County Court. Entrambe le rappresentazioni sono fatte in collaborazione con David J e Tim Perkins. Sempre nel 1995 scrive un pezzo per LP Maurice and I delle Flash Girls, gruppo country americano, che conta collaborazioni anche con Neil Gaiman.
Seguono The Highbury Working, durante il festival della magia di Highbury del novembre del 1997; nel 1998 Brought to Light, colonna sonora dell'omonimo fumetto e nel 1999, per Hexentexts: A Creation Book Sampler, realizza la copertina e presenta la prima versione di Hair of the Snake That Bit Me. Quindi, sempre nel 1999, la sua terza rappresentazione, Snakes and Ladders, fatta nella Red Lion Square a Holborn, che è anche la seconda, dopo Birth Caul, a diventare un fumetto, grazie alla certosina opera di trasposizione condotta da Eddie Campbell. Infine, la sua ultima rappresentazione è del 2 febbraio 2001: Angel Passage.

## Riconoscimenti
- 1982: Eagle Awards - Best Comics Writer
- 1983: Eagle Awards - Best Writer
- 1983: Eagle Awards - Best Story
- 1985: Kirby Award - Best Writer
- 1985: Comics Buyers Guide Fan Awards - Favorite Story
- 1985: Comics Buyers Guide Fan Awards - Favorite Writer
- 1985: Eagle Awards - Best Comics Writer
- 1985: Inkpot Award
- 1986: Kirby Award - Best Writer
- 1986: Comics Buyers Guide Fan Awards - Favorite Writer
- 1987: Kirby Award - Best Writer
- 1987: Kirby Award - Best Writer/Artist (single or team)
- 1987: Comics Buyers Guide Fan Awards - Favorite Writer
- 1987: Squiddy Award - Favorite Writer
- 1988: Eisner Award - Miglior scrittore
- 1988: Eisner Award - Miglior scrittore/disegnatore
- 1988: Harvey Award - Best Writer
- 1988: Squiddy Award - Favorite Writer
- 1989: Eisner Award - Miglior scrittore
- 1989: Harvey Award - Miglior scrittore
- 1989: Prix Alph-art - Miglior fumetto straniero
- 1989: Premios Haxtur (Haxtur Awards) - Best Script
- 1989: Squiddy Award - Favorite Writer
- 1989: Troféu HQ Mix - Roteirista estrangeiro (Best Foreign Writer)
- 1989: Sproing Award - Beste utenlandske tegneserie
- 1990: Prix Alph-art - Miglior fumetto straniero
- 1991: Troféu HQ Mix - Roteirista estrangeiro (Best Foreign Writer)
- 1992: Urhunden Prize - Non-Swedish Urhundar (Best Translated Comic)
- 1993: Eisner Award - Miglior team scrittore/disegnatore
- 1993: Harvey Award - Miglior scrittore
- 1995: Eisner Award - Miglior scrittore
- 1995: Harvey Award - Miglior scrittore
- 1996: Eisner Award - Miglior scrittore
- 1997: Eisner Award - Miglior scrittore
- 1997: Harvey Award - Best Writer
- 1999: Comics Buyers Guide Fan Awards - Favorite Writer
- 1999: Harvey Award - Best Writer
- 1999: Eagle Awards - International Section - Favourite Comics Writer
- 2000: Eagle Awards - International Section - Favourite Comics Writer
- 2000: Eisner Award - Miglior scrittore
- 2000: Herblock Prize - Best Writer
- 2000: Max-und-Moritz-Preis - Bester internationaler Szenarist (Best International Writer)
- 2000: Squiddy Award - Best Comics Writer
- 2000: Squiddy Award - Best Comics Creative Team
- 2000: Adamson Awards - Best International Comic-Strip [or comic book] Cartoonist
- 2000: Comics Buyers Guide Fan Awards - Favorite Writer
- 2001: Eisner Award - Miglior scrittore
- 2001: Harvey Award - Best Writer
- 2001: National Comics Awards - Red Route Award for Best Comics Writer Ever
- 2001: Troféu HQ Mix - Troféu HQ Mix
- 2001: Comics Buyers Guide Fan Awards - Favorite Writer
- 2002: Harvey Award - Best Writer
- 2002: National Comics Awards - Red Route Award for Best Comics Writer Ever
- 2002: National Comics Awards - Tripwire Presentation of The Roll of Honour
- 2002: Squiddy Award - Best Comics Creative Team
- 2003: Harvey Award - Best Writer
- 2003: Troféu HQ Mix - Roteirista estrangeiro (Best Foreign Writer)
- 2004: Harvey Award - Best Writer
- 2004: Sproing Award - Best Translated Strips
- 2004: Troféu HQ Mix - Roteirista estrangeiro (Best Foreign Writer)
- 2004: Eisner Award - Miglior scrittore
- 2006: Eisner Award - Miglior scrittore
- 2008: Max-und-Moritz-Preis - Sonderpreis für ein herausragendes Lebenswerk (Special Prize for outstanding life's work)
- 2008: Troféu HQ Mix - Roteirista estrangeiro (Best Foreign Writer)
- 2009: Troféu HQ Mix - Roteirista estrangeiro (Best Foreign Writer)
- 2014: Eisner Award - Hall of Fame - Voter's Choices
- 2016: Bram Stoker Awards - Superior Achievement in a Graphic Novel

## Adattamenti cinematografici e televisivi
Alan Moore non ha riconosciuto (pur essendo indirettamente l'autore del soggetto dei film, non ha voluto essere accreditato) nessuno dei sei prodotti realizzati delle sue opere.
- La vera storia di Jack lo squartatore - From Hell (From Hell), regia di Albert e Allen Hughes (2001)
- La leggenda degli uomini straordinari (The League of Extraordinary Gentlemen), regia di Stephen Norrington (2003)
- V per Vendetta (V for Vendetta), regia di James McTeigue (2005)
- Watchmen, regia di Zack Snyder (2009)
- Batman: The Killing Joke, regia di Sam Liu (2016)
- Watchmen (2019)